# Just Like You (Allison Iraheta)
Just Like You è l'album di debutto della cantante pop rock statunitense Allison Iraheta, che ha pubblicato in seguito alla sua partecipazione alla nona edizione del talent show American Idol, dove si è classificata quarta. È stato messo in commercio a partire dal 1º dicembre 2009 dalle etichette discografiche 19 Recordings e Jive Records.
Ha venduto circa 102.000 a livello mondiale, e ha raggiunto negli Stati Uniti le posizioni 35 e 14 rispettivamente nelle classifiche degli album e dei download digitali dei dischi, vendendo circa 32.000 copie in una settimana.
Da esso sono stati estratti tre singoli: Friday I'll Be Over U, che ha venduto circa 54.000 copie, Scars, che ha venduto circa 20.000 copie e Don't Waste the Pretty, con circa 4.000 copie vendute. Il primo singolo ha fatto il suo debutto in radio il 5 ottobre 2009 ed è stato messo in commercio il 3 novembre dello stesso anno. La canzone El viernes te olvido yo, disponibile solo nell'edizione iTunes deluxe dell'album, è la versione in spagnolo del singolo.

## Tracce
1. "Friday I'll Be Over U" (Max Martin, Shellback, Savan Kotecha) – 3:16
2. "Robot Love" (Heather Bright, Warren "Oak" Felder, Johannes Joergensen, Sterling Simms, Gary Glitter, Mike Leander) – 2:54
3. "Just Like You" (Martin, Shellback, Kotecha) – 3:36
4. "Don't Waste the Pretty" (Michael Dennis Smith, Stefanie Ridel, Miriam Nervo, Olivia Nervo) – 3:33
5. "Scars" (Toby Gad, Elyssa James) – 3:40
6. "Pieces" (Daniel James, Leah Haywood, Shelly Peiken) – 3:44
7. "D Is for Dangerous" (Sam Watters, Louis Biancaniello, Michael Biancaniello) – 3:33
8. "Holiday" (Dave Bassett, Dilana) – 3:44
9. "Still Breathing" (Tommy Henriksen, Chioma Eze) – 3:03
10. "Trouble Is" (Ron Aniello, Peiken, Aimée Proal) – 4:00
11. "No One Else" (Kara DioGuardi, Greg Wells, Pink) – 4:00
12. "Beat Me Up" (Kevin Rudolf, Jacob Kasher) – 2:44
13. "You Don't Know Me" (Allison Iraheta, Mitch Allan, David Bassett, David Hodges) – 2:34
14. "Don't Wanna Be Wrong" (Chris Daughtry, Brian Craddock, bonus track dell'edizione pre-ordinata in iTunes) – 3:22
15. "El viernes te olvido yo" (Martin, Shellback, Kotecha, bonus track dell'edizione deluxe in iTunes) – 3:20
16. "One More Reason Why" (solo nell'edizione giapponese) – 3:41

## Classifiche
| Classifica (2009)  | Posizione massima |
| ------------------ | ----------------- |
| U.S. Billboard 200 | 35                |